# Sjödiken
Sjödiken är en tidigare tätort i Svedala kommun i Skåne län, alldeles i närheten av Svedala, men norr om europaväg E65. Från 2015 räknas området som en del av tätorten Svedala

## Befolkningsutveckling
| Befolkningsutvecklingen i Sjödiken 1960–2010 | Befolkningsutvecklingen i Sjödiken 1960–2010 | Befolkningsutvecklingen i Sjödiken 1960–2010 | Befolkningsutvecklingen i Sjödiken 1960–2010 | Befolkningsutvecklingen i Sjödiken 1960–2010 |
| -------------------------------------------- | -------------------------------------------- | -------------------------------------------- | -------------------------------------------- | -------------------------------------------- |
|                                              |                                              |                                              |                                              |                                              |
| År                                           |                                              |                                              | Folkmängd                                    | Areal (ha)                                   |
| 1960                                         | 1960                                         |                                              | 228                                          |                                              |
| 1975                                         | 1975                                         |                                              | 221                                          |                                              |
| 1980                                         | 1980                                         |                                              | 254                                          |                                              |
| 1990                                         | 1990                                         |                                              | 296                                          | 43                                           |
| 1995                                         | 1995                                         |                                              | 359                                          | 56                                           |
| 2000                                         | 2000                                         |                                              | 365                                          | 56                                           |
| 2005                                         | 2005                                         |                                              | 363                                          | 56                                           |
| 2010                                         | 2010                                         |                                              | 438                                          | 58                                           |
| Anm.: sammanvuxen med Svedala 2015           |                                              |                                              |                                              |                                              |